# جائحة كوفيد-19 في وادي كاغيان
يعد وباء كوفيد-19 في وادي كاغايان جزء من الجائحة العالمية لمرض فيروس كورونا 2019  الناجم عن فيروس كورونا المسبب لمتلازمة الجهاز التنفسي الحادة الوخيمة 2 ( SARS-CoV-2 ). وصل الفيروس إلى وادي كاغيان في 21 مارس 2020، عندما تم تأكيد أول حالة إصابة بالمرض في مدينة تيغيغيوراو. أكدت جميع المقاطعات وجود حالة واحدة على الأقل من حالات الإصابة بفيروس كوفيد-19، حيث كانت باتانيس آخر مقاطعة تؤكد وجود حالة إصابة بفيروس كوفيد-19 في 28 سبتمبر 2020.

## الخط الزمني
أكدت منطقة وادي كاجايان أول حالة لها في 21 مارس 2020، وهي لرجل يبلغ من العمر 44 عام سافر بالحافلة إلى تيغيغيوراو. وصل الرجل إلى كاجايان في 11 مارس وتم علاجه في المركز الطبي كاجايان فالي. كما تم تسجيل حالات أخرى في المقاطعة وكذلك في إيزابيلا ونويبا فيزكايا. بحلول 21 أبريل لم تكن هناك حالات نشطة في وادي كاغايان، مع تأكيد إجمالي 27 حالة في المنطقة، توفي من بينها شخص واحد.
عالجت منطقة وادي كاجايان حالة مستوردة تم تسجيلها كحالة من سلسلة جبال كورديليرا المجاورة، وهي لرجل من لاموت، إيفوجاو تم نقله من مستشفى منطقة بانوبدوبان إلى مركز الصدمات والطب الإقليمي 2 في بايومبونج، نويفا فيزكايا بحلول 26 أبريل. وكانت حالة الرجل أيضا أول حالة مؤكدة في مقاطعة إيفوجاو.
سجلت محافظة كيرينو أول إصابة بها في 12 أغسطس بعد أن ثبتت إصابة خادمة منزل حاكم المقاطعة داكيلا كارلو كوا بفيروس كوفيد-19 على الرغم من عدم وجود تاريخ سفر سابق لها إلى المناطق المتأثرة المعروفة.
كانت باتانيس المقاطعة الأخيرة في المنطقة والفلبين بأكملها. وأكدت أول حالة لها في 28 سبتمبر. تتعلق القضية بشخص محلي تقطعت به السبل وتم إعادته إلى منزله بواسطة مروحية عسكرية في 22 سبتمبر. كان المريض بدون أعراض.